# Sinoncopodura nana
Genre
Espèce
Sinoncopodura nana, unique représentant du genre Sinoncopodura, est une espèce de collemboles de la famille des Oncopoduridae.

## Distribution
Cette espèce est endémique du Zhejiang en Chine.

## Description
Sinoncopodura nana mesure de 540 à 625 µm.

## Publication originale
- Yu, Zhang & Deharveng, 2014 : A remarkable new genus of Oncopoduridae (Collembola) from China. Journal of Natural History, vol. 48, no 33/34, p. 2069-2082.